# Droum
Droum est une localité et une commune rurale du Niger, département de Mirriah, région de Zinder.

## Géographie
La localité de Droum est située à 53 km par Zinder, au sud-ouest du chef-lieu départemental Mirriah. 
|           | Tirmini | Zinder IV, Zinder I, |
| Ichirnawa | Droum   | Zinder V             |
|           | Doungou | Dogo                 |

## Histoire
La commune rurale de Droum instaurée en 2002, est issue du canton de Droum.

## Population
Lors du recensement général de 2012, la population communale est relevée à 102 306 habitants, dont 4 193 habitants pour la localité principale.

## Localités
La commune s'étend sur 79 villages et 143 hameaux à l'ouest du département de Mirriah.

## Services et infrastructures
- Centre de Santé Intégré (CSI) à Droum, Gogo et Magaria Tounkour[5].
- Collège d'enseignement général (CEG) à Droum.
- Centre de formation des métiers (CFM) à Droum.